# Japan Gold Disc Award
A Japan Gold Disc Awards (日本ゴールドディスク大賞) egy jelentős elismerés, melyet 1987 óta évente adnak át Japánban a lemezeladási adatok alapján.

## "Az év művésze" díjazottak
|     | Év   | Hazai előadó       | Nemzetközi előadó | Külföldi kislemez | Ázsia   |
| --- | ---- | ------------------ | ----------------- | ----------------- | ------- |
| 1.  | 1987 | Akina Nakamori     | Madonna           |                   |         |
| 2.  | 1988 | Rebecca            | The Beatles       |                   |         |
| 3.  | 1989 | Boøwy              | Bon Jovi          |                   |         |
| 4.  | 1990 | Southern All Stars | Madonna           |                   |         |
| 5.  | 1991 | Yumi Matsutoya     | Madonna           |                   |         |
| 6.  | 1992 | Chage and Aska     | Guns N’ Roses     | Billie Hughes     |         |
| 7.  | 1993 | Chage and Aska     | Madonna           |                   |         |
| 8.  | 1994 | Wands              | The Beatles       |                   |         |
| 9.  | 1995 | TRF                | Mariah Carey      |                   |         |
| 10. | 1996 | TRF                | Mariah Carey      |                   |         |
| 11. | 1997 | Amuro Namie        | Me & My           |                   |         |
| 12. | 1998 | Glay               | Céline Dion       |                   |         |
| 13. | 1999 | B'z                | Céline Dion       |                   |         |
| 14. | 2000 | Hikaru Utada       | Céline Dion       |                   |         |
| 15. | 2001 | Hamaszaki Ajumi    | The Beatles       |                   |         |
| 16. | 2002 | Ayumi Hamasaki     | Backstreet Boys   |                   |         |
| 17. | 2003 | Hikaru Utada       | Avril Lavigne     |                   |         |
| 18. | 2004 | Ayumi Hamasaki     | Twelve Girls Band |                   |         |
| 19. | 2005 | Orange Range       | Queen             |                   |         |
| 20. | 2006 | Kumi Koda          | O-Zone            |                   |         |
| 21. | 2007 | Kumi Koda          | Daniel Powter     |                   |         |
| 22. | 2008 | Exile              | Avril Lavigne     |                   |         |
| 23. | 2009 | Exile              | Madonna           |                   |         |
| 24. | 2010 | Arashi             | The Beatles       |                   |         |
| 25. | 2011 | Arashi             | Lady Gaga         |                   |         |
| 26. | 2012 | AKB48              | Lady Gaga         |                   | Kara    |
| 27. | 2013 | AKB48              | Che'Nelle         |                   | Kara    |
| 28. | 2014 | AKB48              | One Direction     |                   | TVXQ    |
| 29. | 2015 | Arashi             | One Direction     |                   | TVXQ    |
| 30. | 2016 | Arashi             | The Beatles       |                   | TVXQ    |
| 31. | 2017 | Arashi             | Ariana Grande     |                   | BIGBANG |
| 32. | 2018 | Amuro Namie        | The Beatles       |                   |         |
| 33. | 2019 | Amuro Namie        | Queen             |                   |         |
| 34. | 2020 | Arashi             | Queen             |                   |         |
| 35. | 2021 | Arashi             | Queen             |                   |         |